# Xaniona flavipennis
Xaniona flavipennis är en insektsart som först beskrevs av Masako Mitsuhashi 1909.  Xaniona flavipennis ingår i släktet Xaniona och familjen dvärgstritar. Inga underarter finns listade i Catalogue of Life.